# Корита (Ідрія)
Корита (словен. Korita) — невелике село на пагорбах між Ідрією і Зірі, община Ідрія, Регіон Горишка, Словенія. Висота над рівнем моря: 818,1 м.